# The Blackguard
The Blackguard (em alemão: Die Prinzessin und der Geiger) é um filme teuto-britânico de gênero dramático, lançado em 1925. Foi dirigido por Graham Cutts, estrelando Jane Novak, Walter Rilla e Frank Stanmore.

## Elenco
- Jane Novak – Princesa Maria Idourska /  Marie Idourska
- Walter Rilla – Michael Caviol, The Blackguard
- Frank Stanmore – Pompouard
- Bernhard Goetzke – Adrian Levinsky
- Rosa Valetti – Avó
- Dora Bergner – Duquesa
- Fritz Alberti – Pintor
- Robert Leffler – Leidner
- Alexander Murski – Vollmark
- Martin Herzberg – Michael Caviol criança
- Loni Nest – Princesa Maria criança
- Robert Scholz – Grão-duque Paul